# Yoshiharu Ueno
Yoshiharu Ueno (上野 良治, Ueno Yoshiharu, Saitama, 21 april 1973) is een Japans voormalig voetballer die als middenvelder speelde.

## Carrière
Yoshiharu Ueno speelde tussen 1994 en 2007 voor Yokohama F. Marinos.

## Japans voetbalelftal
Yoshiharu Ueno debuteerde in 2000 in het Japans nationaal elftal en speelde 1 interland.

## Statistieken
| Japans voetbalelftal | Japans voetbalelftal | Japans voetbalelftal |
| Jaar                 | Wed.                 | Dlp.                 |
| -------------------- | -------------------- | -------------------- |
| 2000                 | 1                    | 0                    |
| Totaal               | 1                    | 0                    |